# Lutningsförhållande

Figur 1.

Sambandet mellan lutningsvinkel i grader (svarta tal) och lutningsförhållande (procent i rött och kvoter i blått).

Lutningsförhållande är kvoten mellan höjdskillnaden (Δh i figur 1) och den horisontella sträckan (d):
{\displaystyle L={\frac {\Delta h}{d}}=\Delta h:d}
Lutningsförhållanden angivna som kvoter används bland annat inom byggbranschen. Lutning hos golv, exempelvis i våtutrymmen, kallas ofta fall, liksom inom VA-teknik eller hydrologi.
Lutningsförhållandet anges ofta som höjdskillnaden i procent av den horisontella sträckan, och kallas då ofta lutningsprocent eller stigningsprocent:
{\displaystyle 100\cdot {\frac {\Delta h}{d}}\%}
så exempelvis på vägskyltar (för järnvägar anges lutningen i promille - se artikeln Lutningsvisare). Förenklat kan man säga att procenttalet uttrycker hur många meter vägen stiger (eller faller) i höjd på 100 meter (horisontell) vägsträcka. 10 % innebär således att man efter 100 meter horisontell färd befinner sig tio meter högre upp (eller lägre ner). Även i många andra sammanhang används procent- eller promilleangivelser (exempelvis för avloppsrör eller diken och i andra hydrologiska eller hydrotekniska sammanhang).
Lutningsvinkeln (α) beräknas ur lutningsförhållandet genom:
{\displaystyle \alpha =\arctan L}
och omvänt fås lutningsförhållandet genom:
{\displaystyle L=\tan \alpha }
För små vinklar får man en god approximation med {\displaystyle \alpha \approx L\cdot 57,3^{\circ }} (I "vardagssammanhang" klarar man sig ofta med att 5 % motsvarar ungefär 3°.).
Om man bara känner vägsträckan (l i figur 1) och höjdskillnaden, räknar man först ut det horisontella avståndet med Pythagoras sats enligt:
{\displaystyle d={\sqrt {l^{2}-\Delta h^{2}}}}
eller lutningsvinkeln enligt:
{\displaystyle \alpha =\arcsin {\frac {\Delta h}{l}}}
Om lutningen inte är särskilt brant behöver man inte göra detta steg utan man kan approximera den horisontella vägen med körsträckan uppför backen om man inte vill vara extremt noggrann (exempelvis får man vid 12,00 % lutning då resultatet 11,91 % i stället för 12,00 %, och vid mindre lutningar blir felet vanligen "försumbart" i förhållande till mätfelen).
Speciellt motsvarar lutningsförhållandet 1:1 = 100 % en lutningsvinkel på 45°.
Lutningsförhållandet är mycket närbesläktat med det matematiska begreppet riktningskoefficient.
Lutningsvinkeln kan bestämmas med en klinometer, som i sin enklaste form är en gradskiva med ett lodsnöre.

Svensk varningsskylt för en nerförsbacke med tio procents lutning.[11]
Finsk varningsskylt för en uppförsbacke med tio procents lutning.
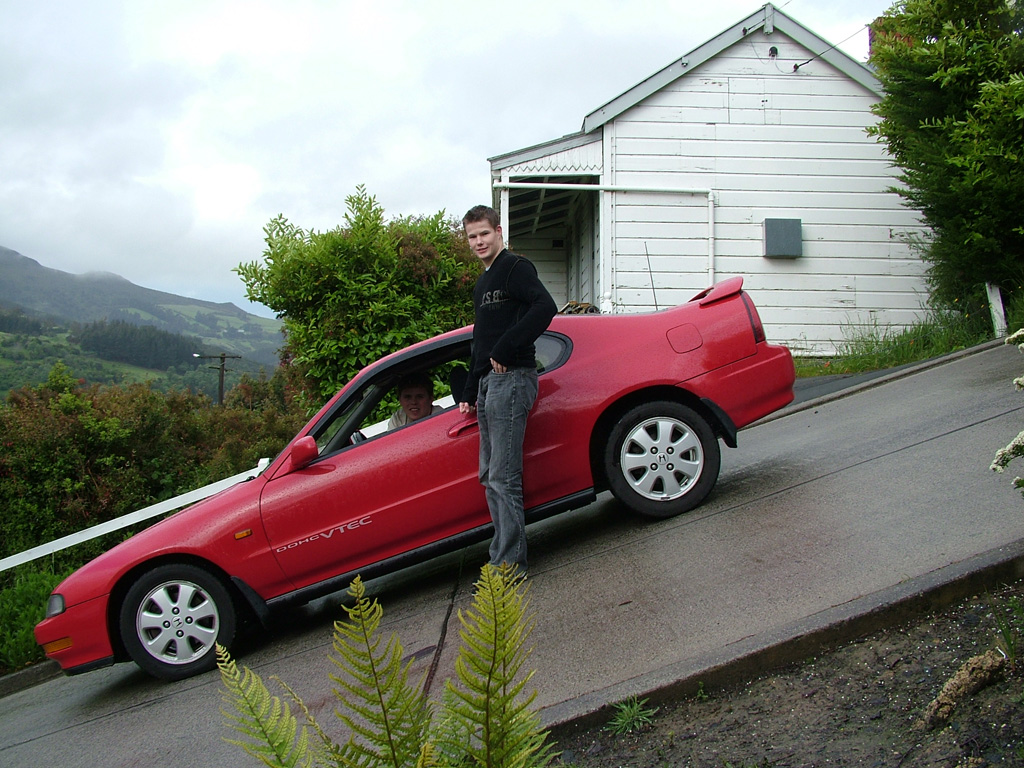
Bil parkerad på Baldwin Street i Dunedin, Nya Zeeland som  enligt Guinness rekordbok anses vara världens brantaste gata med en lutning på 34,8 %[12] (motsvarande en lutningsvinkel på 19,2°).
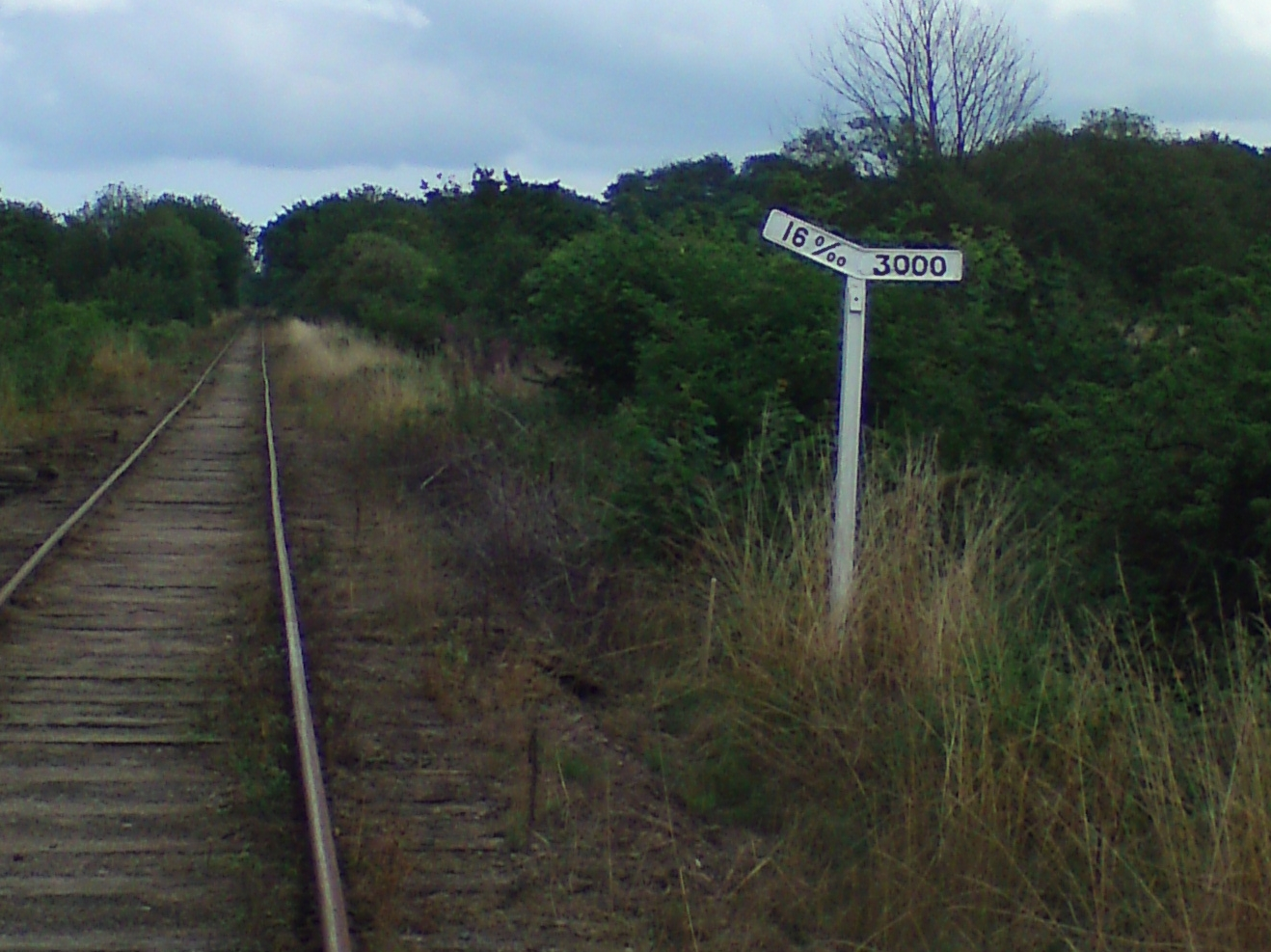
Lutningsvisare på järnvägslinjen Kristianstad - Ystad. Från stolpen kommer en sträcka på 3000 meter med 16 promilles stigning (att den vänstra vingen pekar uppåt från stolpen anger att det är uppförsbacke).
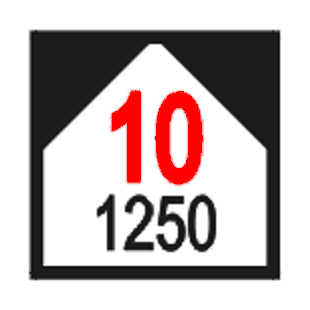
Tysk lutningsvisare som anger att järnvägsspåret stiger (pilen uppåt) med tio promille på 1250 meter körsträcka.
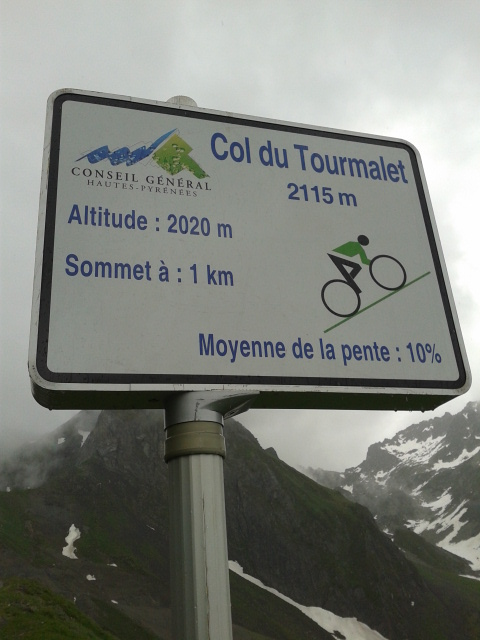
"Milsten" för cyklister i Pyrenéerna - här en kilometer före (västerifrån) högsta punkten av passet Col du Tourmalet (som ofta ingår i Tour de France), där medelstigningen är 10 %.